# Sinduito

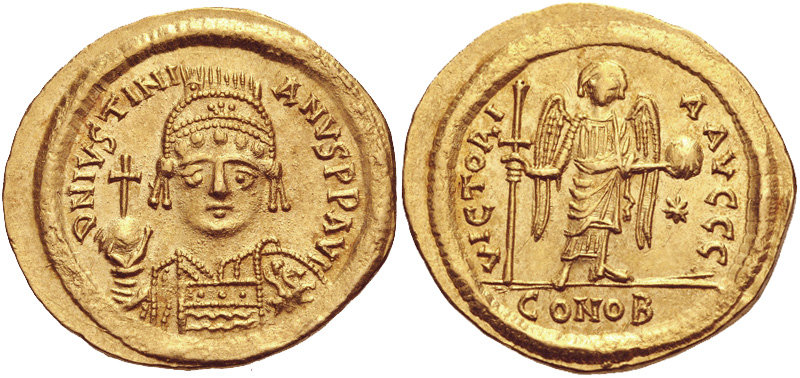
Soldo de Justiniano r.

Sinduito (em grego: Συνδυίτ; romaniz.: Sinduít) foi um oficial bizantino de origem germânica do século VI, ativo durante o reinado do imperador Justiniano (r. 527–565). Esteve ativo na prefeitura pretoriana da África como um comandante subordinado ao mestre dos soldados João Troglita. É incerto qual posto exerceu na província. Talvez ocupasse algum comando classificado entre os mestres dos soldados e os tribunos, possivelmente um homem espectável, como sugerido pelos autores Prosopografia do Império Romano Tardio. Aparece pela primeira vez na Batalha de Marta do verão de 547, quando reteve o flanco esquerdo com Gisirido e Putzíntulo. Na subsequente Batalha dos Campos de Catão do verão de 548, manteve-se próximo ao chefe mouro aliado Ifisdaias e Fronimudo.